# スチャオ・ヌチュヌム
スチャオ・ヌチュヌム（泰: สุเชาว์ นุชนุ่ม, 1983年5月17日 - ）は、タイ王国・カーンチャナブリー県出身のサッカー選手。ポジションは攻撃的ミッドフィールダー、ウインガー。スチャオ・ヌットヌムとも表記される。

## 来歴
2004年にTOT SCのトップチームでデビューした。インドネシアのペルシブ・バンドンに移籍する2009年までの間にリーグ戦84試合に出場し、33得点を記録した。
インドネシアで1シーズン過ごした後、タイに復帰し、2010年にブリーラム・ユナイテッドFCに加入した。ブリーラム・ユナイテッドFCでは主将に任命された。
AFCチャンピオンズリーグ2012、AFCチャンピオンズリーグ2013、AFCチャンピオンズリーグ2014に出場した。AFCチャンピオンズリーグでは2012年3月21日の広州恒大戦（PK）、2013年4月10日の江蘇舜天戦で得点を記録した。
2019年12月1日、長く在籍したブリーラムを退団し、タイ・リーグ3のムアンカン・ユナイテッドFCへ移籍。

### 代表
2005年に初めてU-23タイ代表に招集され、同年、タイ代表にも初招集された。

## 個人成績
（2014年4月23日時点）
| 年度 | クラブ                     | 大会                    | 出場 | 得点 |
| ---- | -------------------------- | ----------------------- | ---- | ---- |
| 2012 | ブリーラム・ユナイテッドFC | AFCチャンピオンズリーグ | 6    | 1    |
| 2013 | ブリーラム・ユナイテッドFC | AFCチャンピオンズリーグ | 8    | 1    |
| 2014 | ブリーラム・ユナイテッドFC | AFCチャンピオンズリーグ | 6    | 1    |
| 通算 | 通算                       | 通算                    | 20   | 3    |

## 代表歴
- 2005年 - 2006年 U-23タイ代表
- 2005年 - 現在 タイ代表

### 代表での得点
| 通算 | 日時           | 対戦国       | 大会                          |
| ---- | -------------- | ------------ | ----------------------------- |
| 1    | 2006年12月28日 | カザフスタン | 2006 キングスカップ           |
| 2    | 2006年12月30日 | ベトナム     | 2006 キングスカップ           |
| 3    | 2007年1月12日  | ミャンマー   | 2007 東南アジアサッカー選手権 |
| 4    | 2008年5月20日  | ネパール     | 親善試合                      |
| 5    | 2008年12月6日  | ベトナム     | 2008 AFFスズキカップ          |
| 6    | 2009年1月21日  | レバノン     | 2009 キングスカップ           |

## タイトル

### クラブ
TOT SC
- タイ・ディヴィジョン1リーグ 優勝 (1) : 2003-04
- プロヴィンシャル・リーグ 優勝 (1) : 2006

ブリーラム・ユナイテッドFC
- タイ・プレミアリーグ 優勝 (2) : 2011, 2013
- タイFAカップ 優勝 (3) : 2011, 2012, 2013
- タイ・リーグカップ 優勝 (3) : 2011, 2012, 2013
- コー・ロイヤルカップ 優勝 (2) : 2013, 2014
- トヨタプレミアカップ 優勝 (2) : 2011, 2013

### 代表
U-23タイ代表
- 東南アジア競技大会 金メダル (1) : 2005

サッカータイ王国代表
- 東南アジアサッカー選手権 準優勝 (2) : 2007, 2008
- キングスカップ 優勝 (2) : 2006, 2007
- T&T カップ 優勝 (1) : 2008